# Dino Zandegù
Dino Zandegu (Rubano, 31 mei 1940) is een voormalig Italiaans wielrenner en ploegleider.
Zandegu kreeg de bijnaam Il cantante, de Zingende sprinter, omdat hij na elke overwinning het publiek trakteerde op een lied. Zo zong hij na zijn overwinning in de Ronde van Vlaanderen in 1967 O Sole Mio, ook al had het die dag pijpenstelen geregend. Hij was prof van 1964 tot 1972.
Na zijn carrière was Zandegù tot 1992 ploegleider bij achtereenvolgens G.B.C., Mecap, Hoonved-Bottecchia, Malvor en ZG Mobili. Eind jaren 90 was hij tevens kort ploegleider bij Brescialat.

## Belangrijkste overwinningen
1963
- Wegwedstrijd op de Middellandse Zeespelen

1965
- Ronde van Romagna

1966
- 10e en 11e etappe Ronde van Italië
- 2e etappe Tirreno-Adriatico
- Eindklassement Tirreno-Adriatico

1967
- Ronde van Vlaanderen
- 4e en 18e etappe Ronde van Italië
- Puntenklassement Ronde van Italië
- Trofeo Matteotti
- Ronde van Campanië

1969
- 16e etappe Ronde van Italië
- 4e etappe (deel A) Ronde van Romandië
- 8e etappe Ronde van Zwitserland
- Ronde van Romagna

1970
- 16e etappe Ronde van Italië

## Resultaten in voornaamste wedstrijden
| Jaar | Ronde van Italië | Ronde van Frankrijk | Ronde van Spanje |
| ---- | ---------------- | ------------------- | ---------------- |
| 1964 | 73e              |                     |                  |
| 1965 | 29e              |                     |                  |
| 1966 | 11e (2)          |                     |                  |
| 1967 | 18e (2)          |                     |                  |
| 1968 |                  |                     | opgave           |
| 1969 | 27e              | 36e                 |                  |
| 1970 | 60e (1)          |                     |                  |
| 1971 | 52e (1)          |                     |                  |
| 1972 | buiten tijd      |                     | opgave           |

| Jaar | Milaan-San Remo | Gent-Wevelgem | Ronde van Vlaanderen |  | WK op de weg |  | Wereldranglijsten |
| ---- | --------------- | ------------- | -------------------- |  | ------------ |  | ----------------- |
| 1964 |                 |               |                      |  |              |  |                   |
| 1965 |                 |               |                      |  |              |  |                   |
| 1966 | 36e             |               |                      |  |              |  |                   |
| 1967 | 6e              | 36e           | ↑                    |  | 35e          |  | 12e (SPP)         |
| 1968 | 27e             | 42e           | 18e                  |  |              |  |                   |
| 1969 | 4e              |               |                      |  | 33e          |  |                   |
| 1970 |                 |               |                      |  |              |  |                   |
| 1971 |                 | 29e           |                      |  |              |  |                   |
| 1972 | 70e             |               |                      |  |              |  |                   |